# Personnages de The Lying Game
Cet article présente les personnages de la série télévisée américaine The Lying Game, qui compte actuellement une saison. La série se concentre sur Emma Becker, sa sœur jumelle Sutton Mercer et leur amour commun, Ethan Whitehorse.

## Personnages principaux

### Emma Becker
Interprétée par Alexandra Chando
Emma Becker (Emma Paxton dans les livres) est une adolescente de 17 ans, traînée de famille d'accueil en famille d'accueil depuis ses 3 ans. Emma vit dans un quartier mal famé de Las Vegas lorsqu'elle apprend qu'elle a une sœur jumelle, avant les faits de la série. Son frère adoptif lui voulant du mal, elle s'enfuit, appelle sa sœur pour lui dire qu'elle prend le premier bus pour Phoenix (là où cette dernière habite). À son arrivée, sa sœur jumelle l'informe qu'elles vont échanger les places et que Emma va devoir vivre en tant que Sutton Mercer le temps que cette dernière sera à la recherche de leur mère biologique à Los Angeles. Elle lui donne rendez vous le lendemain au chalet familial. Dès le début, la famille de Sutton est suspicieuse de la voir aussi gentille et serviable, elle qui était si égoïste et méchante ; mais sont heureux de la voir changée. Emma découvre alors les amis de Sutton, qui ne soupçonnent rien. Alors qu'elle prend Ethan pour un harceleur, celui-ci comprend que ce n'est pas Sutton. Elle essaie de nier, mais lorsqu'elle se rend au rendez-vous au chalet, Ethan la suit et la force à avouer qui elle est. De fil en aiguille et parce que c'est le seul à qui elle peut se confier, elle tombe amoureuse de lui... 

### Sutton Mercer
Interprétée par Alexandra Chando
Sutton a été celle qui a trouvé Emma après avoir regardé dans les affaires de ses parents. Sa famille adoptive est beaucoup plus riche que celle d'Emma. Sa sœur s'appelle Laurel, son père Ted et sa mère Kristin. Son ennemie jurée est Nisha Randall. Alors qu'elle et Emma échangent leurs places et qu'elle se rend à Los Angeles, Sutton retrouve Thayer Rybak, le frère de sa meilleure amie et le fils de son parrain, avec qui elle semble avoir eu une étrange relation, avant les faits de la série. Sutton est très populaire à l'école, et tout le monde veut être elle. Il est révélé qu'elle a couché avec Thayer parce qu'elle est jalouse de la relation qui naît entre Emma et Ethan à Phoenix. 
Sutton avance néanmoins beaucoup dans la recherche de sa mère biologique. Elle découvre que le nom inscrit sur son acte de naissance n'est pas celui de sa vraie mère. Elle cherche une autre piste et découvre leur vraie mère dans un hôpital psychiatrique. Mais alors qu'elle veut rentrer lui parler, quelqu'un l'attrape. Elle est enfermée dans une chambre de l'hôpital, et doit avouer être Emma Becker. Elle se fait arrêter par la police pour les faits dont l'accusait le frère adoptif d'Emma. Elle se retrouve dans la prison de Las Vegas, et sa caution est anonymement payée (sûrement par Alec Rybak, qui est au courant pour les jumelles, sans qu'elles-mêmes le sachent). Elle rencontre la meilleure amie d'Emma, Lexi, qui devine directement que c'est Sutton et non Emma. 
Elle prend un bus pour Phoenix car elle veut reprendre sa vie. Elle y arrive le jour de son anniversaire, prête à faire payer Emma pour lui avoir volé sa vie et son petit copain. Sutton, tout en faisant semblant d'être Emma, vidéo-chats avec Ethan, qui ne fait pas faire la différence. Elle lui donne rendez-vous au chalet. Une fois leur appel est terminé, elle laisse un message à Emma sous le nom d'Ethan lui disant de le retrouver au chalet. Ethan retrouve alors celle qu'il croit Emma, et ils s'embrassent. La vraie Emma entre, et assiste à la scène, choquée. Sutton dit alors à Emma qu'elle va reprendre sa vie, et qu'elle va dire à tout le monde qu'elle les a dupé. Elle prend sa voiture afin de se rendre à sa fête d'anniversaire, mais un inconnu présent dans sa voiture lui fait peur. Elle perd le contrôle de la voiture et finit dans le lac. Emma est étonnée de ne pas voir Sutton à la fête une heure plus tard. À la fin de l'épisode, un morceau de la robe de Sutton est envoyée à Emma avec un mot disant "Continue d'être Sutton... ou tu es la prochaine.". 
Quelques jours plus tard, la définissant de morte, Emma, Ethan et Thayer font des "funérailles" en sa mémoire, mais Sutton entre dans la pièce par la fenêtre en disant: «Eh bien, n'est-ce pas agréable? Je suis désolée, suis-je venu à un mauvais moment? " Thayer lui montre la note qu'Emma a reçu, Ethan l'accuse de l'avoir envoyé parce que l'emballage est le même que le sien quand elle faisait des blagues. Mais Sutton leur montre la coupure qu'elle a sur le front, en expliquant que quelqu'un a essayé de la tuer. Emma pense Annie Hobbs (leur mère) pourrait être la coupable, mais Sutton dit qu'Annie l'a sauvée. Elle dit à Emma que jusqu'à ce que sa coupure guérisse, Emma doit rester Sutton. Sutton et Ethan se rendent au motel ou Annie l'a amenée mais celle-ci est introuvable. Le lendemain, quand tout le monde est à l'école, Sutton se faufile dans sa maison pour se douchere et prendre soin d'elle mais est surprise par Kristin. Elle raconte qu'elle ne se sentait pas bien. Quand Emma (toujours en Sutton) et le reste de la famille Mercer se rendent à un banquet, Sutton reste à la maison. Plus tard, quelqu'un s'introduit dans la maison et Sutton s'enfuit chercher de l'aide au banquet. Kristin remarque alors la coupure que Sutton a sur le front.  Sutton récupère alors sa vie, et Emma va vivre dans le chalet familial...

### Ethan Whitehorse
Interprété par Blair Redford
Ethan est le « badboy » local, il a une moto, et a été en centre pour mineur. Son frère, Dan Whitehorse, est un policier. Alors qu'il comprend que Emma n'est pas Sutton, il se jure de l'éviter. Mais il se rend compte combien elles sont différentes et tombe amoureux de l'intègre Emma qui n'a pas honte de montrer sa relation. Il est aussi très important pour elle parce que c'est le seul "vrai" ami qu'elle ait vraiment, qui sache qui elle est, avec qui elle n'est pas obligée de se comporter comme le ferait Sutton.
Ethan travaille au « Country Club », où Alec et lui ont eu un différend quand Ethan a essayé de défendre Emma/Sutton de la rage d'Alex - et leur relation amoureuse a alors été dévoilée aux parents de Sutton. Ethan a été piégé par Alec, qui a volé l'ordinateur de Sutton et l'a mis dans la jeep d'Ethan. Pour l'innocenter, Laurel décide de se dénoncer, voyant comment Sutton s'est transformée en une gentille personne. 
Ethan apprend à danser à Emma pour qu'elle ne se ridiculise pas au bal « Father/Daughter ». Le temps qu'ils passent ensemble fait réaliser à Ethan qu'elle lui prête une réelle attention, pas comme Sutton qui voulait cacher leur relation. Lorsque le bal de l'automne a lieu, il décide de s'y rendre. Il embrasse Emma au milieu de la salle devant leurs camarades outrés. Des photos sont prises et mises sur internet. Les voyant, Sutton s'énerve et, prise de jalousie, couche avec Thayer. 
Découvrant que Derek est celui qui était dans la voiture de Sutton quand elle a été projetée dans le lac, Ethan et Sutton vont lui parler, afin de lui extirper ce qu'il sait, mais ce dernier ne peut rien dire. Pour le faire parler, Ethan recourt à la violence, et réussit à avoir quelques informations, mais une voiture arrivant sur le parking pousse Ethan et Sutton à s'en aller prématurément. Quelques heures plus tard, Derek Rogers est mort. Étant le principal suspect, Ethan doit s'enfuir ; il veut partir avec Emma mais celle-ci est déjà prise par les policiers. Sutton l'oblige à l'emmener avec lui, ils s'enfuient donc tous les deux, laissant Emma avec un interrogatoire.
Sutton et Ethan se rendent au ranch du père de ce dernier, et, y découvrant une Sutton plus gentille et attentionnée, il se surprend à l'embrasser. Les policiers entrent en trombent dans la maison et embarquent Ethan. En prison, Sutton se faisant passer pour Emma, peut lui rendre visite : ne faisant pas la différence, il lui avoue avoir échangé un baiser avec Sutton, lui dit qu'il regrette et qu'elle n'est rien pour lui. Vexée, Sutton lui dit qu'elle a couché avec Thayer (en Emma). Quand Ethan est libéré de prison, il évite Emma. Mais elle persiste et lui demande ce qu'il s'est passé au ranch. Comprenant la supercherie de Sutton, ils s'embrassent et il lui promet que rien n'y s'est passé.  
Lors d'un voyage pour le groupe de Laurel, Ethan et Emma se retrouvent dans la chambre d'hôtel et décident de le faire (première fois pour Emma). Mais Ethan en a gros sur le cœur et décide de lui avouer avoir embrassé sa sœur. Emma le remercie de l'avoir empêchée de faire la plus grosse bêtise de sa vie, et lui dit qu'ils ne peuvent pas continuer parce qu'Ethan aura toujours des sentiments pour Sutton.

## Personnages secondaires

### Madeline (Mads) Rybak
Interprétée par Alice Greczyn
Mads est la meilleure amie de Sutton. Elle est la sœur de Thayer Rybak et la fille d'Alec Rybak. Elle fait de la danse classique et tombe amoureuse de son chorégraphe, Eduardo. Celui-ci refuse d'aller plus loin, à cause de leur différence d'âge, mais rend tout de même le baiser que Mads lui fera. Malheureusement, ils sont pris en photo, et cette photo est envoyée à Alec, le père de Mads. 
Soupçonnant Eduardo d'avoir surpris une conversation entre lui et le docteur de l'hôpital psychiatrique où est détenue Annie, Alec fait son possible pour le forcer à quitter la ville. Le lendemain, Eduardo plie bagage ; Mads se rend chez lui et lui demande des explications. Il lui avoue que son départ n'a aucun rapport avec ce qui s'est passé, mais ne peut pas lui en dire plus. Eduardo a ensuite un accident et il est transféré dans un lointain hôpital par Alec. 
Mads entreprend alors une relation avec Ryan Harwell, un garçon qu'elle et Sutton avaient l'habitude de détester, plus jeunes. Emma/Sutton lui dit qu'elle peut "foncer" et que ça ne lui pose pas de problèmes. Mais lorsque Sutton est de retour dans sa vie, elle propose à Ryan, durant le bal "Black and White", de la rejoindre lorsqu'il en aura marre de Mads. Lorsque cette dernière l'apprend, elle est hors d'elle et s'en prend à Emma/Sutton qui est revenue dans sa vie. Emma n'en peut plus et lui avoue le secret des jumelles. Mads est alors la cinquième alliée du clan "twins sisters" (Emma, Sutton, Ethan, Thayer)...